# أفيري بليك
أفيري بليك (بالإنجليزية: Avery Blake)‏ هو لاعب اللاكروس أمريكي، (و. 1907 – 1975 م).